# Ploceus bannermani
El tejedor de Bannerman (Ploceus bannermani) es una especie de ave Passeriformes de la familia Ploceidae propia de África occidental. Su nombre hace honor al ornitólogo británico David Armitage Bannerman.
Se encuentra en Camerún y Nigeria. Su hábitat natural son los bosques montanos húmedos tropicales. Se encuentra amenazado por pérdida de hábitat.